# التهاب الفقار

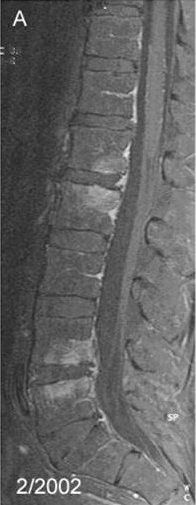
صورة لالتهاب الفقار بالرنين المغناطيسي

التهاب الفقار (التهاب الفقرات) (بالإنجليزية: Spondylitis)‏ هو شكل من أشكال اعتلال الفقار.

## أمثلة
- مرض بوت هو مرض السل في الفقرات يتميز بتصلب العمود الفقري، وآلام عند الحركة، وأحيانا آلام في البطن، وتكوين خراج، وشلل.
- التهاب الفقار المقسط هو أحد أمراض المناعة الذاتية التي تشمل العمود الفقري والمفاصل العجزية الحرقفية ( sacroiliac joints)، وبالتالي فهو أيضا شكل من أشكال التهاب المفاصل الفقارية.